# Arthur Schell
Arthur Schell († 7. August 1988 in Wolgast) war in der DDR ein erfolgreicher  Motorbootrennfahrer. Schell begann seine Rennsportkarriere 1969. Nach seiner ersten DDR-Vizemeisterschaft in der 175 cm³-Rennbootklasse 1970 schaffte er im darauffolgenden Jahr erstmals den Sprung ins Nationalteam für die Europameisterschaft. Internationale Titel blieben ihm jedoch verwehrt, da die DDR ab 1972 keine Teilnehmer mehr zu Titelkämpfen im Motorbootrennsport entsandte. Schell verunglückte bei dem Rennen in Wolgast 1988 tödlich.

## Sportliche Erfolge
Schell arbeitete sich in seiner Karriere langsam empor. Nach dem Beginn in der Klasse OJ (175 cm³-Rennboote) stieg er nacheinander in die Klassen OA (250 cm³), OB (350 cm³) und ab 1986 OC (500 cm³) auf. Er startete anfangs für den MC Post Berlin und zuletzt für den MC Bad Saarow.
- 1970 DDR-Vizemeister 175 cm³
- 1972 DDR-Vizemeister 175 cm³
- 1975 DDR-Meister 350 cm³[2]
- 1977 DDR-Vizemeister 350 cm³
- 1978 DDR-Meister 350 cm³[3]
- 1979 DDR-Meister 350 cm³[4]
- 1980 DDR-Vizemeister 350 cm³
- 1982 DDR-Meister 350 cm³[5]
- 1984 DDR-Meister 350 cm³[6]